# 從刑
從刑或稱附加刑（德語：Nebenstrafe；英文稱為：Accessory Punishments），依據中華民國刑法，從刑指的是由主刑所附加的刑罰，從刑不得單獨宣告必須配合主刑宣告，理論上一罪可有多個從刑，實務上從刑只有一項「褫奪公權」。